# Liste der höchsten Bauwerke in Luxemburg

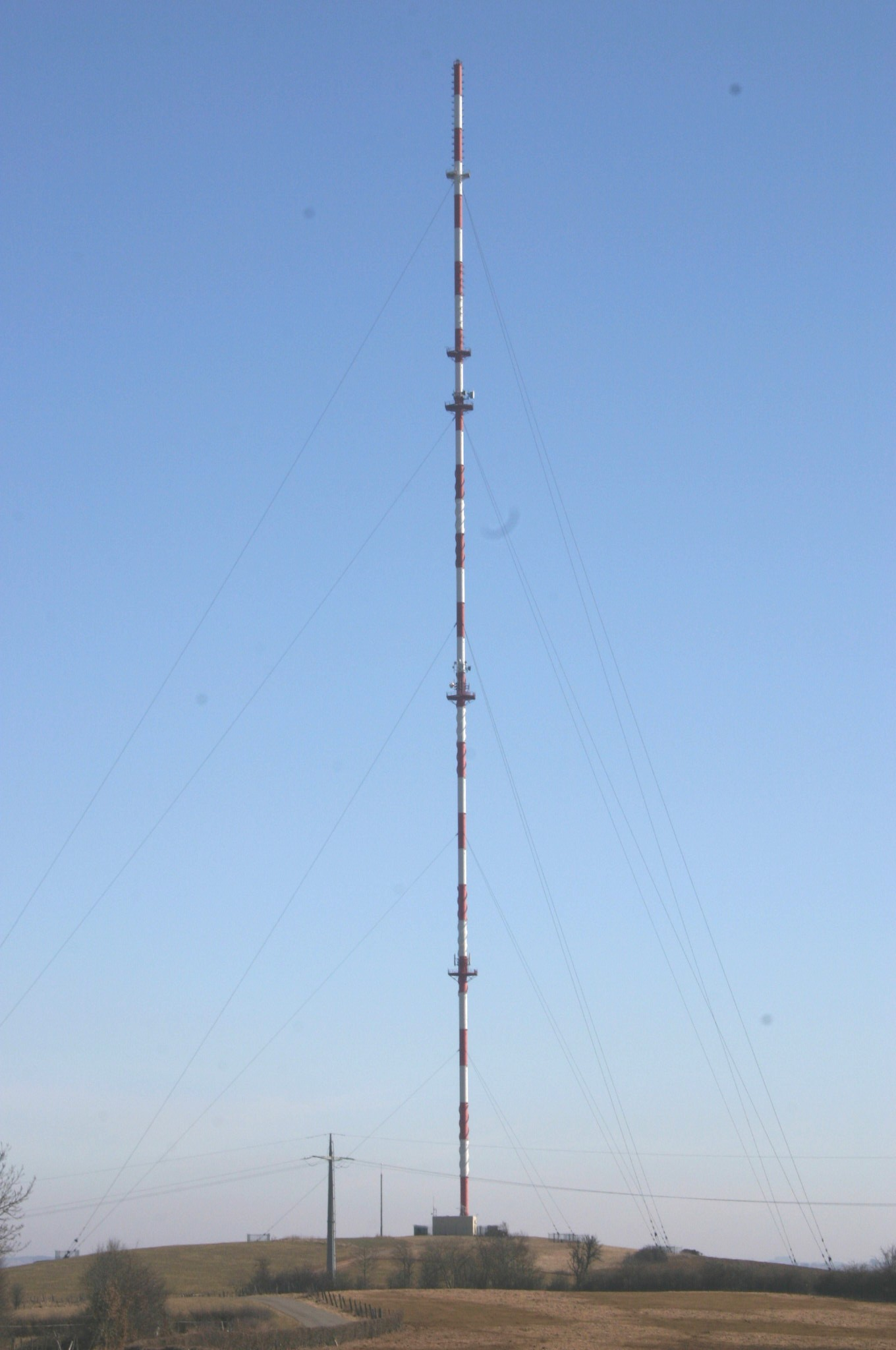
Sender Hosingen

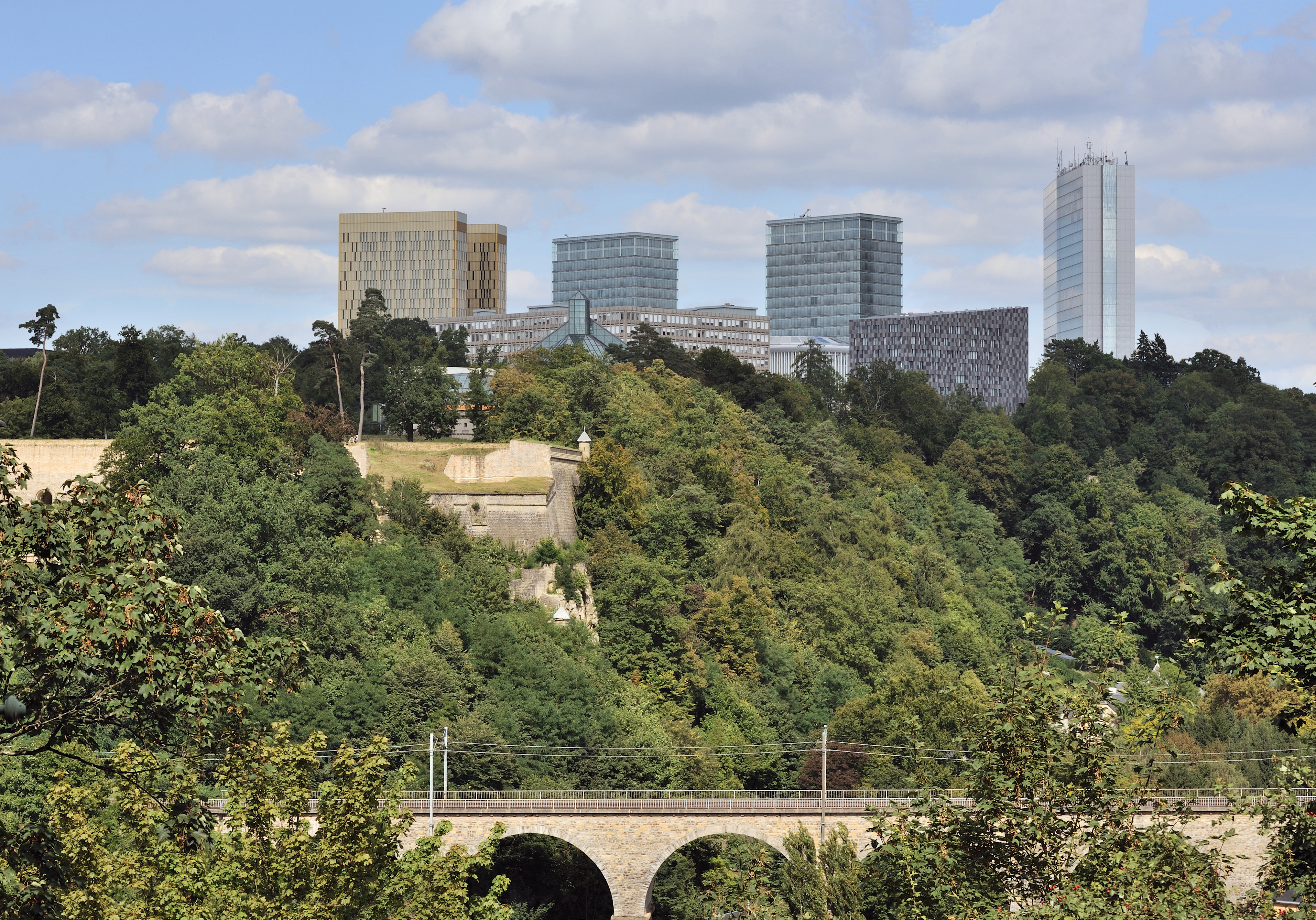
Skyline Kirchberg-Plateau (2010)

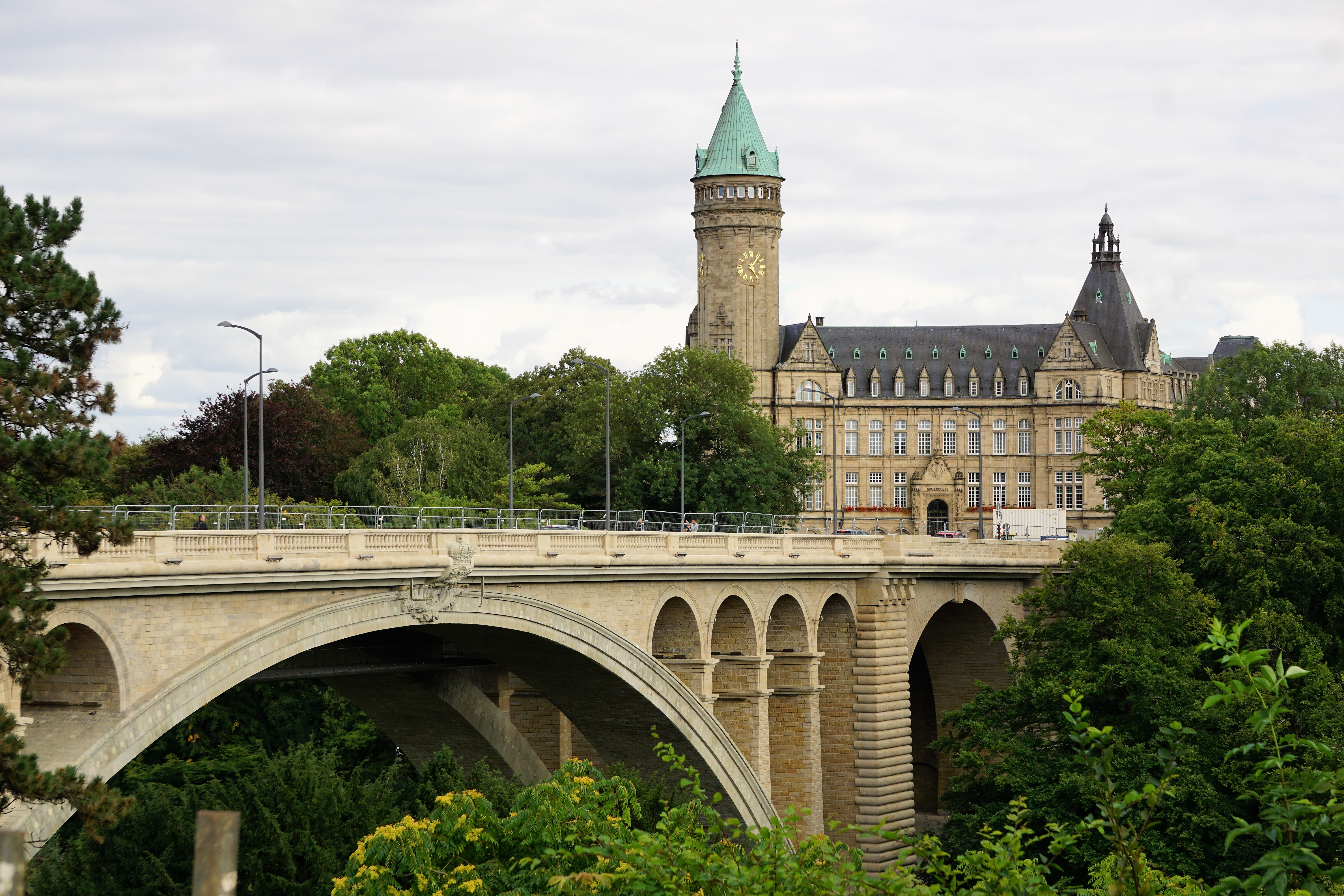
Adolphe-Brücke und Sparkassengebäude

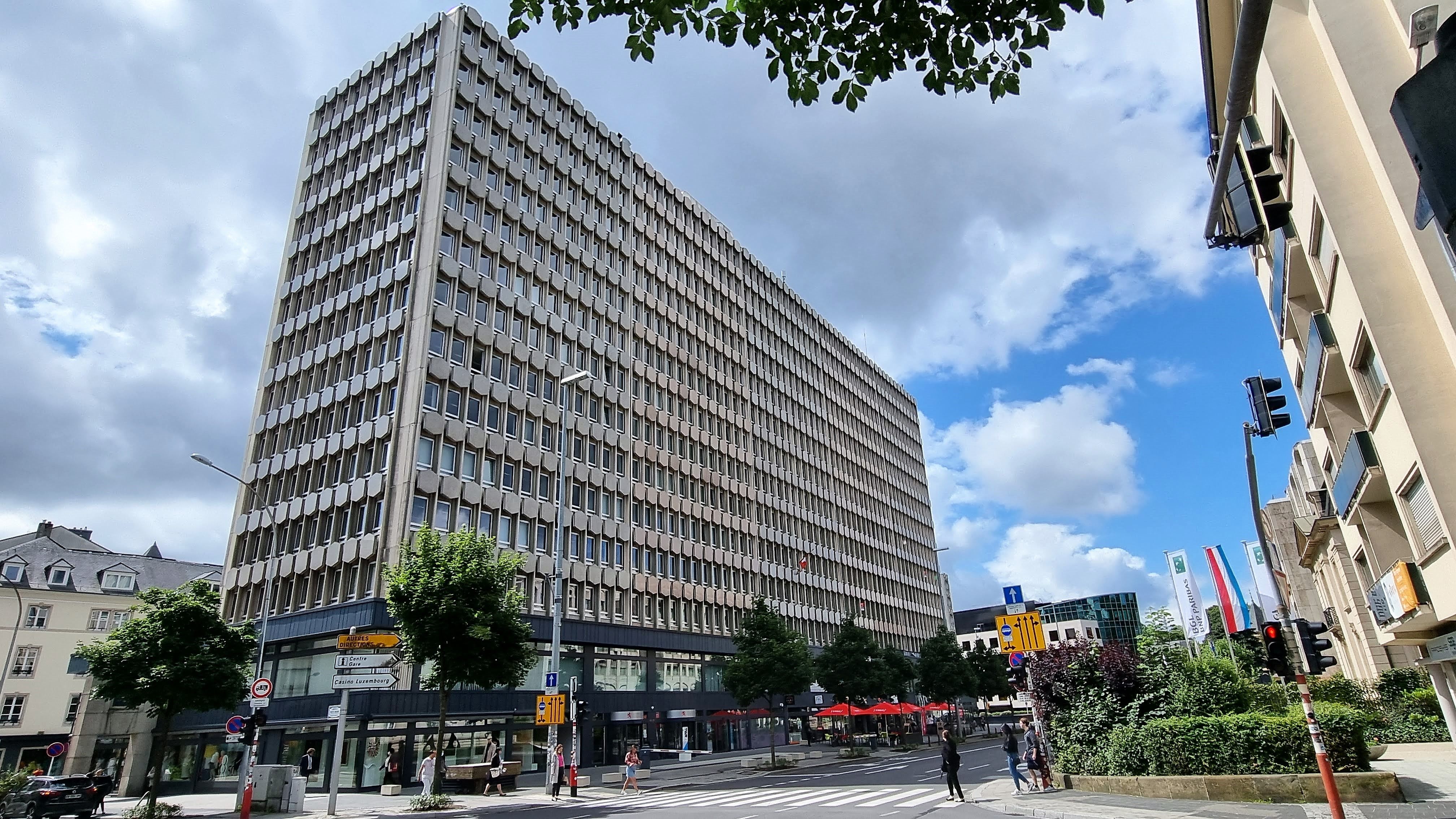
Wirtschaftsministerium

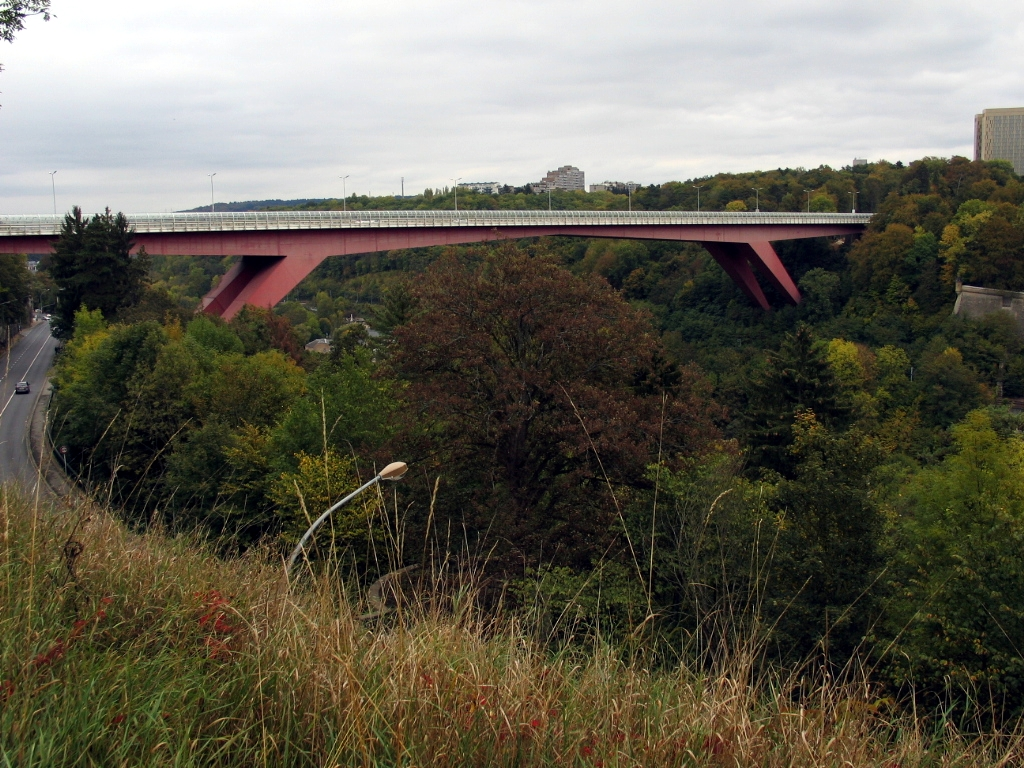
Rout Bréck

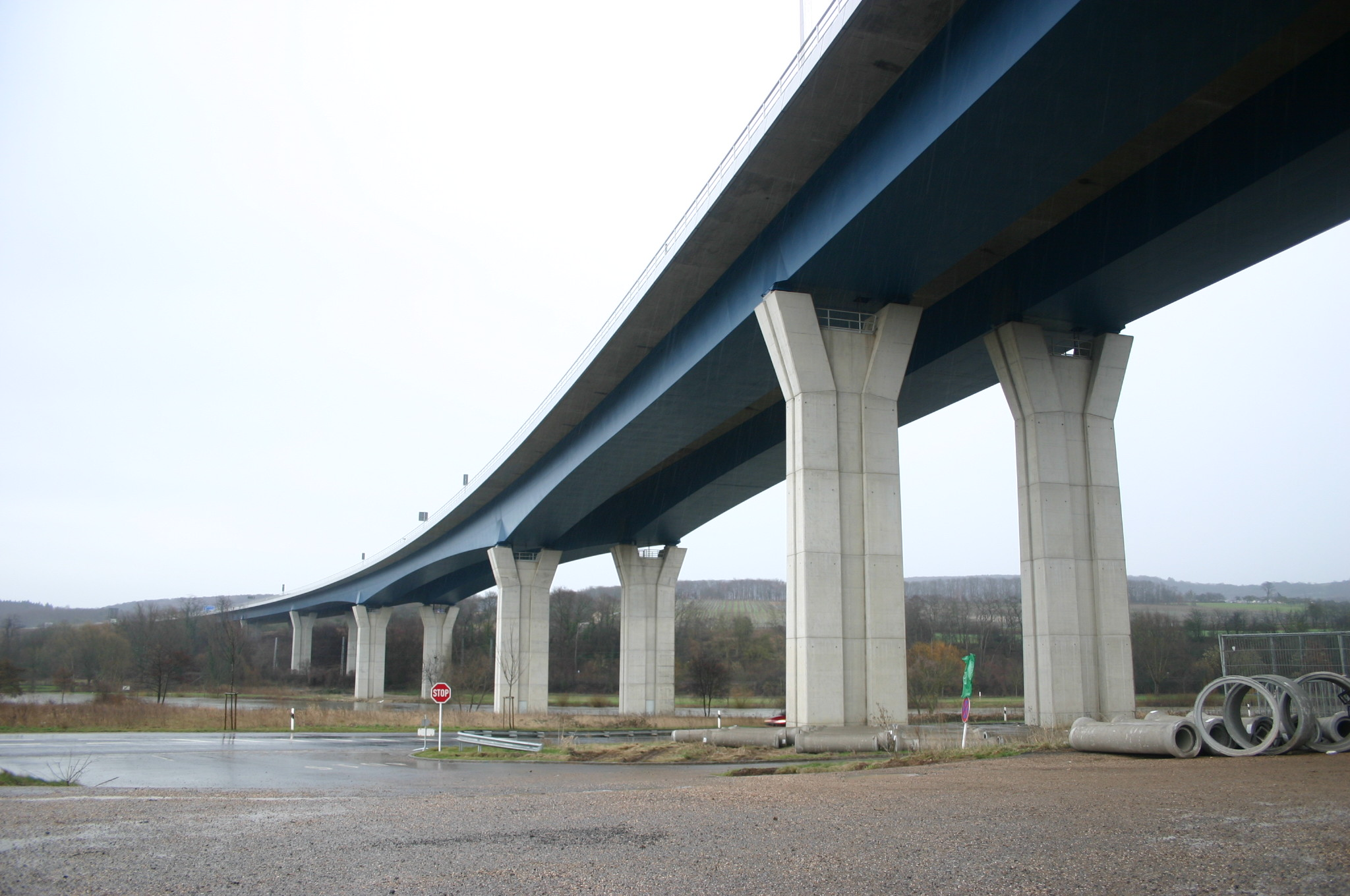
Viadukt von Schengen

Die Liste der höchsten Bauwerke in Luxemburg enthält die höchsten Bauwerke im Großherzogtum Luxemburg.
| Bezeichnung                              | Erläuterung                               | Ort                  | Höhe (m) |
| ---------------------------------------- | ----------------------------------------- | -------------------- | -------- |
| Sender Hosingen                          | Sendeanlage                               | Parc Hosingen        | 300      |
| Sender Beidweiler                        | Drei Gittermasten                         | Beidweiler           | 290      |
| Sender Düdelingen                        | Stahlfachwerkturm                         | Düdelingen           | 285      |
| Sender Junglinster                       | Drei Sendemasten                          | Junglinster          | 215      |
| Stahlwerk Esch                           | Schornstein                               | Esch an der Alzette  | 115      |
| Gerichtshof der Europäischen Union       | Dritter Turm, Kirchberg-Plateau           | Luxemburg (Stadt)    | 115      |
| Gerichtshof der Europäischen Union       | Zwei Türme, Kirchberg-Plateau             | Luxemburg (Stadt)    | 107      |
| Victor-Bodson-Brücke                     | Pfeiler der Brücke über das Alzettetal    | Hesperingen          | 106      |
| Sender Marnach                           | Rundfunksender, Abbau 2016                | Marnach              | 105      |
| Infinity                                 | Gebäudekomplex                            | Luxemburg (Stadt)    | 104      |
| Hochofen Esch                            | Hochofen                                  | Esch an der Alzette  | 101      |
| Sauertalbrücke                           | Autoroute 1 und BAB 64                    | Wasserbillig/Langsur | 98       |
| Fernmeldeturm Blaschette                 | Fernmeldeturm bei Blascheid               | Lorentzweiler        | 91       |
| Hochöfen von Belval, Höhe 90 m bzw. 82 m | Industriedenkmal                          | Esch an der Alzette  | 90       |
| Müllverbrennungsanlage Leudelange        | Kamin                                     | Leudelingen          | 82       |
| Maison du Savoir                         | Gebäude der Universität Luxemburg         | Esch an der Alzette  | 80       |
| Tour Alcide de Gasperi                   | Bürohochhaus                              | Luxemburg (Stadt)    | 77       |
| RBC Investor Services                    | Finanzunternehmen                         | Esch an der Alzette  | 75       |
| Hotel Double Tree                        | Dommeldingen                              | Luxemburg (Stadt)    | 74       |
| Großherzogin-Charlotte-Brücke            | Rout Bréck                                | Luxemburg (Stadt)    | 74       |
| Aufzug Pfaffenthal-Oberstadt             | gläserne Aufzugsanlage                    | Luxemburg (Stadt)    | 71       |
| Belairer Kirche                          | Belair                                    | Luxemburg (Stadt)    | 69       |
| Wasserturm Cloche-d’Or                   | Wasserturm                                | Luxemburg (Stadt)    | 69       |
| Porte de l'Europe                        | Zwei Türme, Kirchberg-Plateau             | Luxemburg (Stadt)    | 68       |
| BGL BNP Paribas                          | Bank, Kirchberg-Plateau                   | Luxemburg (Stadt)    | 63       |
| KAD Building                             | Europäisches Parlament, Kirchberg-Plateau | Luxemburg (Stadt)    | 63       |
| Gebäude der öffentlichen Verwaltung      | Belval                                    | Esch an der Alzette  | 60       |
| Deloitte Tower                           | Gasperich                                 | Luxemburg (Stadt)    | 60       |
| Tours Zenith Cloche d'Or                 | Zwei Wohnanlagen in Gasperich             | Luxemburg (Stadt)    | 60       |
| RTL City Towers                          | Zwei Türme, Kirchberg                     | Luxemburg (Stadt)    | 59       |
| Leudelinger Wasserturm                   | Der neue Wasserturm                       | Leudelingen          | 58       |
| Tour Aurea                               | Wohnturm                                  | Differdingen         | 58       |
| Aquatower Berdorf                        | Wasserturm                                | Berdorf              | 56       |
| Wirtschaftsministerium                   | Boulevard Royal, Oberstadt                | Luxemburg (Stadt)    | 55       |
| Capelli Towers                           | Zwei Wohntürme                            | Sassenheim           | 52       |
| Banque et Caisse d’Epargne de l’Etat     | Spuerkeess                                | Luxemburg (Stadt)    | 50       |
| Bowstring-Brücke Ouvrage d'art 14        | Neue Eisenbahnbrücke über die A 3         | Hesperingen          | 47       |
| Viadukt (Passerelle)                     | Alte Brücke über das Petrusstal           | Luxemburg (Stadt)    | 45       |
| Aufzug Grund-Oberstadt                   | Aufzugsanlage                             | Luxemburg (Stadt)    | 45       |
| Clausener Viadukt                        | Eisenbahnbrücke über die Alzette          | Luxemburg (Stadt)    | 44       |
| Adolphe-Brücke                           | Neue Brücke über das Petrusstal           | Luxemburg (Stadt)    | 42       |
| Viadukt Pulvermühle                      | Eisenbahnbrücke über die Alzette          | Luxemburg (Stadt)    | 37       |
| Pfaffenthaler Viadukt                    | Eisenbahnbrücke über die Alzette          | Luxemburg (Stadt)    | 32       |
| Viadukt von Schengen                     | Autobahnbrücke über die Mosel             | Schengen/Perl        | 24       |